# Georg Margreitter
Georg Margreitter (Bludenz, 7 novembre 1988) è un ex calciatore austriaco, di ruolo difensore.

## Carriera

### Club
Nella stagione 2007-2008 fa il suo debutto in Fußball-Bundesliga. Nell'estate 2008 va in prestito al FC Magna Wiener Neustadt, la stagione dopo torna a Linz. Nell'estate 2010 ha firmato un triennale per l'Austria Vienna. Nell'estate 2012 ha firmato un contratto quadriennale per il Wolverhampton Wanderers. Il 2 settembre 2013, si è trasferito in prestito al Copenaghen.
Con questa squadra giocava anche due partite nella UEFA Champions League 2013-2014.

### Nazionale
Ha giocato nelle nazionali giovanili austriache Under-18 ed Under-19.